# Thamnotettix algirica
Thamnotettix algirica är en insektsart som beskrevs av Lethierry 1885. Thamnotettix algirica ingår i släktet Thamnotettix och familjen dvärgstritar. Inga underarter finns listade i Catalogue of Life.